# Берёзовский сельсовет (Гомельская область)
Берёзовский сельсовет — упразднённая административная единица на территории Калинковичского района Гомельской области Республики Беларусь.
Упразднён 12 ноября 2013 года, территория присоединена к Юровичскому сельсовету.

## Состав
Берёзовский сельсовет включал 9 населённых пунктов:
- Берёзовка — деревня.
- Боец — деревня.
- Водовичи — деревня.
- Ленино — деревня.
- Обуховщина — деревня.
- Огородники — деревня.
- Слободка — деревня.
- Ужинец — деревня.
- Чёрновщина — деревня.